# Organizarea administrativă a Angliei

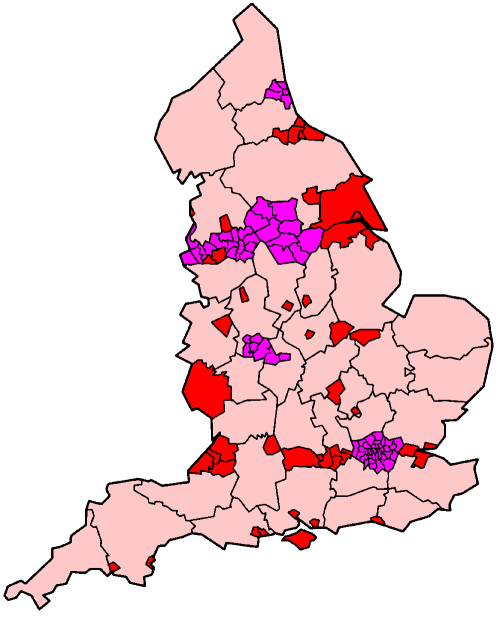
Harta diviziunilor Anglei comitatele de tip shire indicate în roz, burg-urile metropolitane şi londoneze indicate în purpuriu şi autorităţile unitare indicate în roşu.

Din punct de vedere administrativ, Anglia este divizată în entități subnaționale ce pot fi grupate pe patru nivele. Diverse legislații au creat entități subnaționale alternative la diferite nivele.

## Nivelul regional
Cel mai înalt nivel de diviziune administrativă a Angliei este regiunea ce conține unul sau mai multe comitate. Nouă regiuni au fost create în 1994 iar din 1996 acestea au rolul de circumscripții ale Parlamentului European pentru Anglia. Toate au același statut, dar doar regiunea Londra Mare are un nivel substanțial de autonomie administrativă locală. De asemenea, regiunile variază foarte mult atât în ceea ce privește populația cât și suprafața ocupată.

### Greater London
Greater London se compune din City of London și 32 London Boroughs, unde Westminster are un statut aparte.
| 1. City of London 2. Barking and Dagenham 3. Barnet 4. Bexley 5. Brent 6. Bromley 7. Camden 8. Croydon 9. Ealing 10. Enfield 11. Greenwich 12. Hackney 13. Hammersmith and Fulham 14. Haringey 15. Harrow 16. Havering 17. Hillingdon | 1. Hounslow 2. Islington 3. Kensington and Chelsea 4. Kingston upon Thames 5. Lambeth 6. Lewisham 7. Merton 8. Newham 9. Redbridge 10. Richmond upon Thames 11. Southwark 12. Sutton 13. Tower Hamlets 14. Waltham Forest 15. Wandsworth 16. Westminster |

## Nivelul comitatelor
Anglia este divizată în Comitate Ceremoniale numite uneori Comitate Geografice sau simplu comitate. Fiecare comitat are numit un Lord Locotenent care este reprezentantul Coroanei Britanice în respectivul comitat. Aceste comitate sunt folosite de majoritatea oamenilor pentru a se descrie locul unde locuiesc în Anglia. Cu toate acestea, multe nu sunt utilizate ca subunități administrative, deoarece fie sunt prea mari, fie includ arii urbane foarte populate. Ele sunt luate însă în considerație pentru a determina circumscripțiile electorale.
Actuala diviziune datează din 1974 când Comitatele istorice au fost reorganizate.
Din considerente administrative, Anglia este divizată în patru tipuri de subunități naționale la nivelul comitatelor ce sunt folosite pentru administrație locală.

### Comitat metropolitan
Sunt șase comitate metropolitane, fiecare divizat în districte metropolitane, numite burg-uri (engleză boroughs), care acoperă zonele urbane mari cu excepția Londrei. Au fost create în 1974 iar în 1986 consiliile comitatelor au fost desființate, funcțiile lor fiind transferate districtelor individuale sau înlocuite cu autorități comune ale mai multor districte.

### Comitat de tip "shire"
Comitatele shire au fost create tot în 1974 și sunt cunoscute din punct de vedere legal ca și comitate ne-metropolitane. Acestea sunt divizate în districte ne-metropolitane și acoperă cea mai mare parte din țară, dar în principal zonele rurale. Acestea pot fi identificate prin faptul că numele multora, dar nu al tuturora, conține sufix-ul "-shire". În cele mai multe, administrația locală este organizată pe două nivele: un consiliu al comitatului și mai multe consilii ale districtelor constituente. 
Termenul "comitat shire" este o tautologie, deoarece în engleză, termenul comitat (county) este de origine franceză iar termenul shire provine din saxonă.

### Autoritate unitară
Autoritățile unitare au fost create în anii 90 și sunt unități administrative organizate pe un singur nivel, ce combină funcțiile consiliilor comitatelor și ale districtelor din cazul comitatelor ne-metropolitane. Sunt definite fie ca și comitate formate dintr-un singur district fie comitate fără districte. Autoritățile unitare sunt fie orașe mari ce sunt administrate independent față de consiliul comitatului învecinat, fie comitate cu populații reduse. În practică însă, cele mai multe autorități unitare nu sunt în totalitate unitare deoarece multe servicii ca de exemplu poliția, pompierii, transportul public sau serviciile de ecologizare sunt comune cu ale altor autorități.

### Londra Mare
Londra Mare a fst creată în 1965 și este considerată uneori ca un comitat metropolitan, dar nu este definit astfel. Este divizată în două orașe: City of London și City of Westminster și 31 de London Boroughs ("burguri londoneze").

## Nivelul districtelor
Districtele Angliei sunt nivele de organizare administrativă sub nivelul comitatelor. Există câteva tipuri speciale de districte: burg (engleză borough), oraș (engleză city) sau burg regal.

### District metropolitan
Comitatele metropolitane sunt divizate în districte metropolitane numite de obicei burg-uri. Odată cu dizolvarea consiliilor comitatelor metropolitane, puterile administrative ale districtelor au fost lărgite, ele având un statut asemănător cu cel al autorităților unitare.

### District ne-metropolitan
Comitatele shire sunt divizate în districte ne-metropolitane. Administrația este împărțită cu consiliul comitatului.

### Burgurile Londrei
În Londra Mare cele 31 de burg-uri și City of Westminster au aproximativ același statut cu autoritățile unitare, cu diferența că Autoritatea Londrei Mari există și are rolul de a le coordona activitatățile.

## Nivelul parohiilor civile
Nivelul parohiilor civile este cel mai de jos nivel de organizare administrativă în Anglia. Parohiile civile nu ocupă toată suprafața Angliei, fiind de exemplu interzise în Londra Mare și neexistente în metropole sau în orașele mari. Totuși, guvernarea actuală încurajează formarea de noi parohii civile și numărul acestora este în creștere, în ultimul deceniu aproape 100 noi parohii civile fiind înființate.
Acestea sunt administrate de obicei de către un consiliu cu diverse responsabilități locale. Consiliile parohiilor civile pot, dacă doresc, să devină consilii orășenești, iar președintele consiliului în acest caz poartă titlul de Primar. Din cele aproape 8700 de parohii civile conduse de un consiliu, aproximativ 400 sunt conduse de consilii orășenești. Consiliile parohiilor se aleg prin vot pe o perioadă de patru ani. În cazul în care o parohie civilă conține mai puțin de 200 de persoane cu drept de vot, este considerată prea mică pentru a avea un consiliu și atunci este guvernată prin reuniuni ale parohiei civile, acesta fiind un exemplu de democrație directă. Există aproximativ 1500 de parohii civile fără consiliu.